# Deutsches Eck

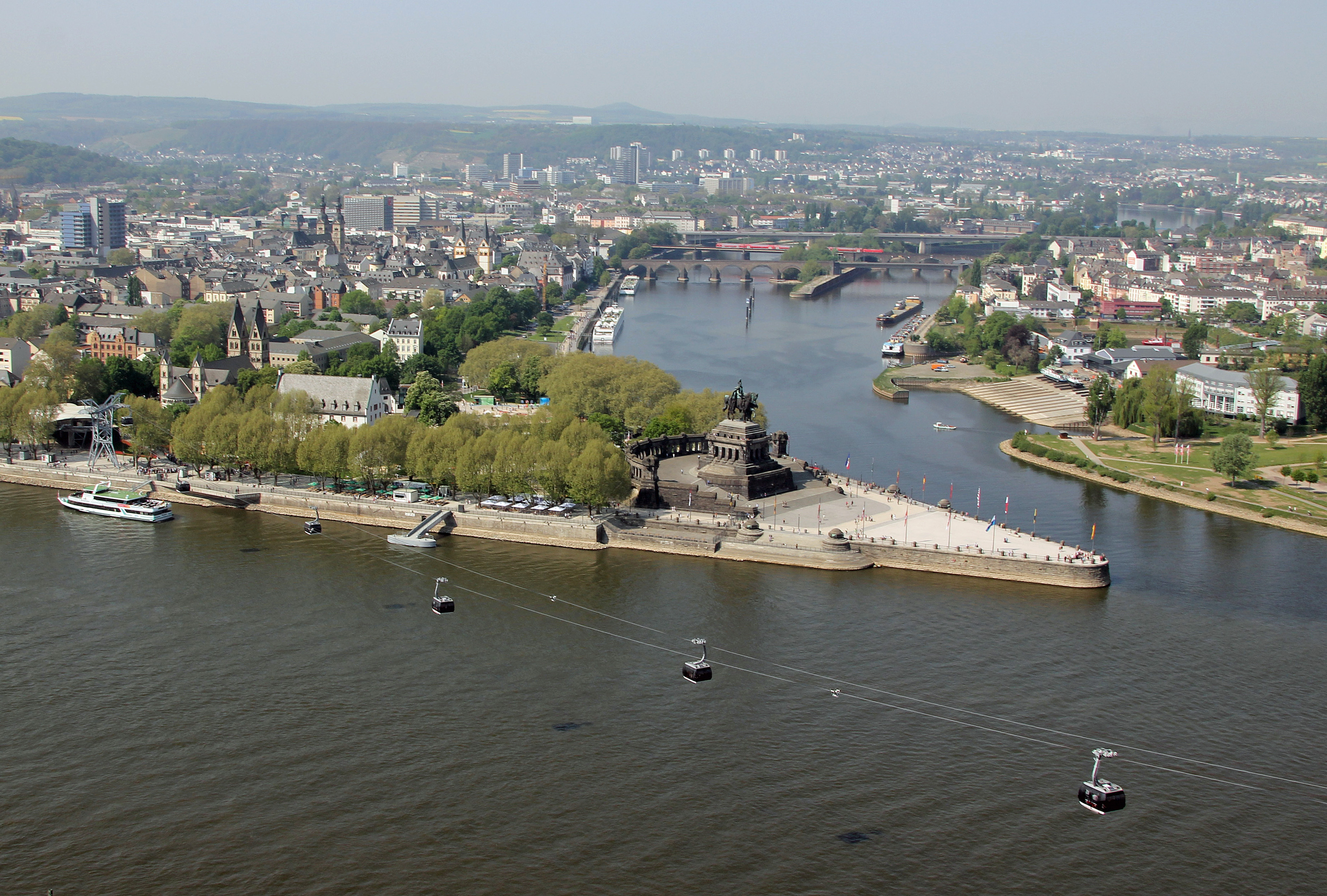
Deutsches Eck

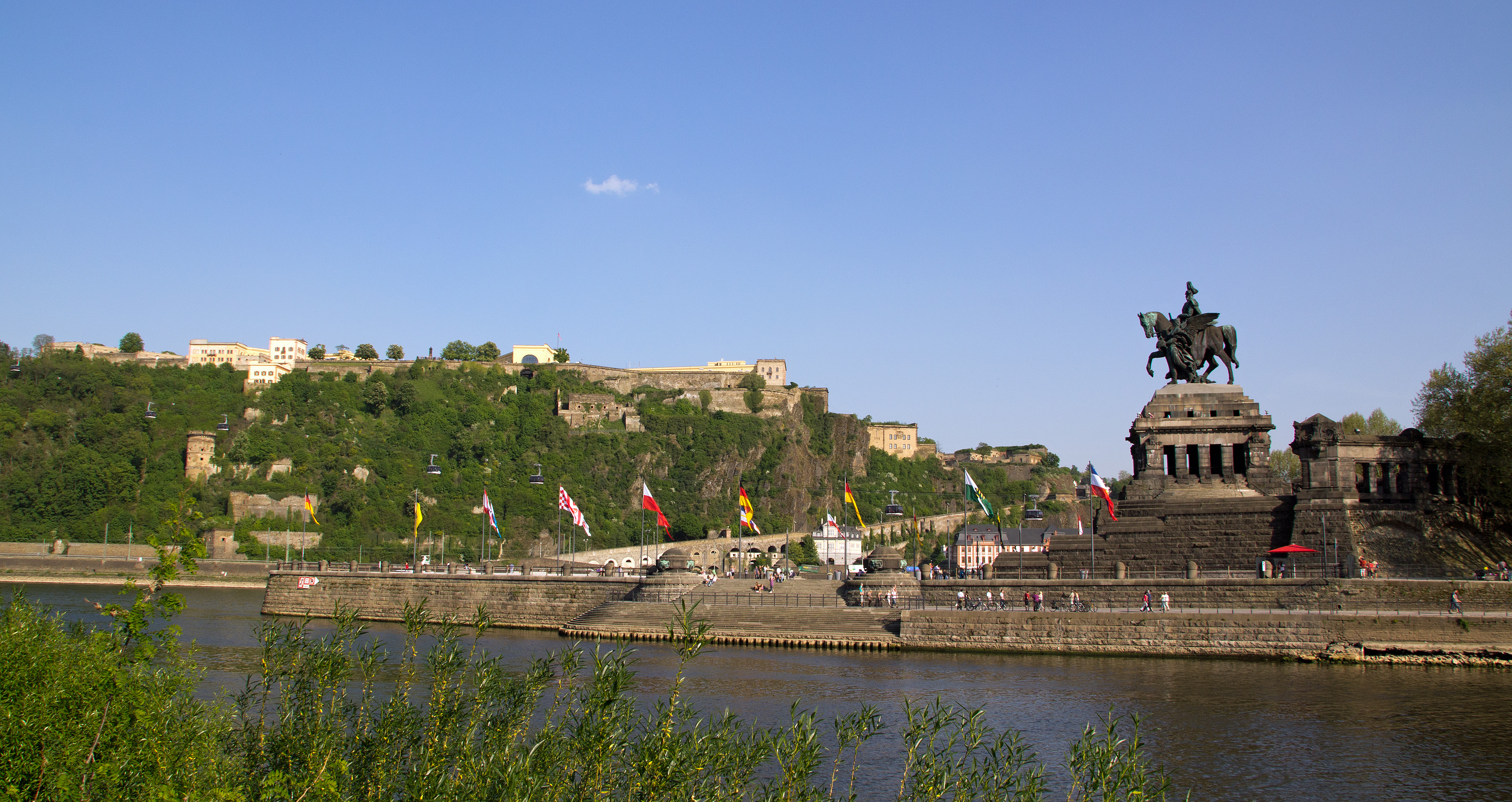
Deutsches Eck (2011) med Mosel i förgrunden. I bakgrunden fästningen Ehrenbreitstein.

Deutsches Eck ("tyska hörnet") är en udde i Koblenz i västra Tyskland, där floden Mosel rinner ut i floden Rhen.
På udden uppfördes 1897 ett minnesmärke till kejsar Vilhelm I:s ära efter ritningar av arkitekten Bruno Schmitz. Det 37 meter höga monumentet som föreställde kejsaren till häst förstördes av en amerikansk granat under andra världskriget 1945. Sockeln till den förstörda statyn utnämndes dock 1953 till minnesmärke över Tysklands enande.
År 1993 invigdes en kopia av ryttarstatyn. vilken finansierades av en stiftelse.
Efter Berlinmurens fall restes tre fragment av muren i närheten av monumentet.